# Калмаккирилган
Калмаккирилга́н (каз. Қалмаққырылған) — станційне селище у складі Темірського району Актюбінської області Казахстану. Входить до складу Кенестуського сільського округу.
У радянські часи селище називалось Калмик-Кирган.
Населення — 370 осіб (2021; 295 у 2009, 183 у 1999, 174 у 1989).